# 氟化亚锡
氟化亚锡，又称二氟化锡是一种无机化合物，化学式 SnF2。它是一种无色固体，是牙膏的添加剂之一。

## 防止蛀牙
氟化亚锡的引入是来替代氟化钠的，以防止蛀牙。为此，约瑟夫·穆勒（Joseph Muhler）和威廉·尼伯格（William Nebergall）对此进行了介绍。 为了表彰他们的创新，这两个人被入选到发明家名人堂。 
氟化亚锡将含钙矿物质磷灰石转换为氟磷灰石，这使牙釉质对细菌产生的酸攻击更具抵抗力。 而且随着时间的流逝，氟化钠会和钙反应形成氟化钙，几乎完全不溶，因此对牙齿保护无效。氟化亚锡不会那样，是一种更稳定的成分，因此在长期保存后仍能有效增强牙釉质。 氟化亚锡已被证明与氟化钠一样，能有效减少龋齿的发生  并控制牙龈炎。

## 制备
SnF2 可以通过蒸发SnO和40％的HF化合而成。
SnO + 2 HF → SnF2 + H2O

## 水溶液
氟化亚锡可溶于水，并会水解。在低浓度下，它会形成 SnOH+, Sn(OH)2 和 Sn(OH)3−。 在高浓度下，它会形成多核离子，包括 Sn2(OH)22+ 和 Sn3(OH)42+。 水溶液容易氧化形成不溶性的SnIV沉淀物，不能有效地预防牙齿疾病。  使用穆斯堡尔谱学对冷冻样品进行的氧化研究表明，O2是其中的氧化性物质。 

## 路易斯酸性
SnF2 是一种路易斯酸。举个例子，它可以形成 1:1 (CH3)3NSnF2 和 2:1 的三甲胺加合物 [(CH3)3N]2SnF2 ， 也可以 1:1 和DMSO加合 ，形成 (CH3)2SO·SnF2。
在含氟离子的溶液里， 它形成氟离子配合物 SnF3−、Sn2F5− 和 SnF2(OH2)（和水的配合物）。 从含有NaF的水溶液中结晶，得到含有多核阴离子的化合物如：NaSn2F5或Na4Sn3F10，而没有NaSnF3。  NaSnF3含有 SnF3− 阴离子，可以在吡啶水溶液生成。 其它含有 SnF3− 阴离子的化合物如： Ca(SnF3)2也被发现了。

## 还原性
SnF2 是还原剂，它的还原电位 Eo(SnIV/ SnII) = +0.15 V 。 它的 HF 溶液会被氧化剂(如 O2、SO2 或 F2)氧化 ，形成中间价态化合物如： Sn3F8 (含有 SnII 和 SnIV ，并且没有 Sn–Sn 键)。

## 结构
单斜晶形式包含四聚体Sn4F8，其中Sn原子有两个不同的配位环境。 在每种情况下，都有三个最近的邻近原子，其中Sn是在一个四面体的顶点，而孤对的电子在空间上是活跃的。  其它氟化亚锡已报告的结构如GeF2和黄碲矿的结构。

## 分子型 SnF2
在气态， SnF2 形成单体，二聚体和三聚体。 SnF2 单体是一种非线性分子， Sn−F 键的键长是 206 pm。 据报道，SnF2的聚合物（有时也称为聚二氟化锡）与炔烃和芳香族化合物在12 K下沉积在氩气基质中的配合物已被发现。 

## 安全性
SnF2 吸入或与眼睛接触会引起发红和刺激。 摄入到急性水平（超过2 mg/m3）时，会引起腹痛和休克。  罕见但严重的过敏反应是可能的（症状包括瘙痒，肿胀和呼吸困难）。当用于牙科产品时，也可能会出现轻度的牙齿变色，可以通过刷牙清除。 